# Ålhustjärnen (Björna socken, Ångermanland)
Ålhustjärnen är en sjö i Örnsköldsviks kommun i Ångermanland och ingår i Gideälvens huvudavrinningsområde.